# نودستوریان

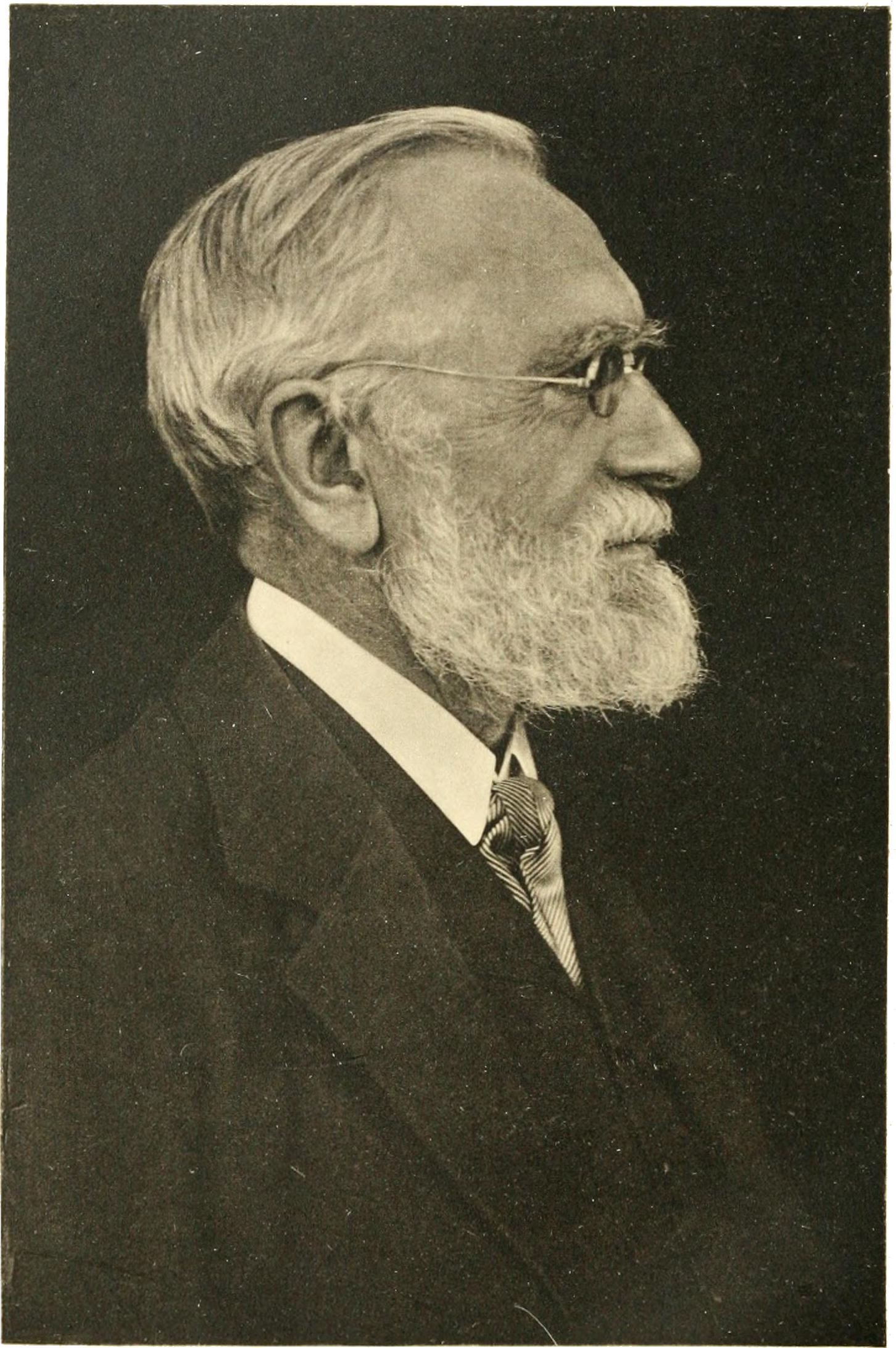
یکی از بنیان گذاران زبان شناسی تاریخی

نودستوریان (neogrammarians) پیروان مکتبی از زبان‌شناسی تاریخی ـ تطبیقی در سدهٔ نوزدهم بودند که تغییر زبان را فرایندی منظم می‌دانستند و معتقد بودند قواعد آوایی هیچ استثنایی ندارند و تمامی تغییرات زبانی بر پایهٔ قواعد قابل تبیین‌پذیرند.
آنان بر این باور بودند که تغییرات آوایی اتفاقی و تصادفی نیست بلکه برای هر تغییری علت و توضیحی می‌توان یافت. آن‌ها با این کار محدودیت‌های سنگینی برای انواع ریشه‌شناسی‌ها وضع کردند.
نودستوریان هم‌چنین اصرار می‌ورزیدند که باید به زبان‌ها و گویش‌های زندهٔ معاصر بیشتر پرداخت، و کمتر به بازسازی زبان‌های آغازین و هم‌چون زبان نیا-هندواروپایی پرداخت.
نودستوریان زبان‌شناسی تاریخی رایج را به اندازه کافی علمی ندانسته و عامدانه کوشیدند تا از آن بگسلند. اغلب پیروان مکتب نودستوری، آلمانی بودند (برای نمونه آوگوست لسکین و کارل بروگمان). در انگلستان رایت، در فرانسه آنتوان میه، در امریکا بوآس، ساپیر و بلومفیلد از پروردگان این مکتب به شمار می‌روند.
نودستوریان نظریاتی چون «روح ملت» را رد می‌کردند و نظریهٔ «زبان به‌سان یک اندامواره» را کنار نهادند و به جای آن، نظریه‌ای را پیش نهادند که می‌گوید زبان در اذهان فرد فرد سخنگویان آن جای دارد.